# Nordbahnhof Carré

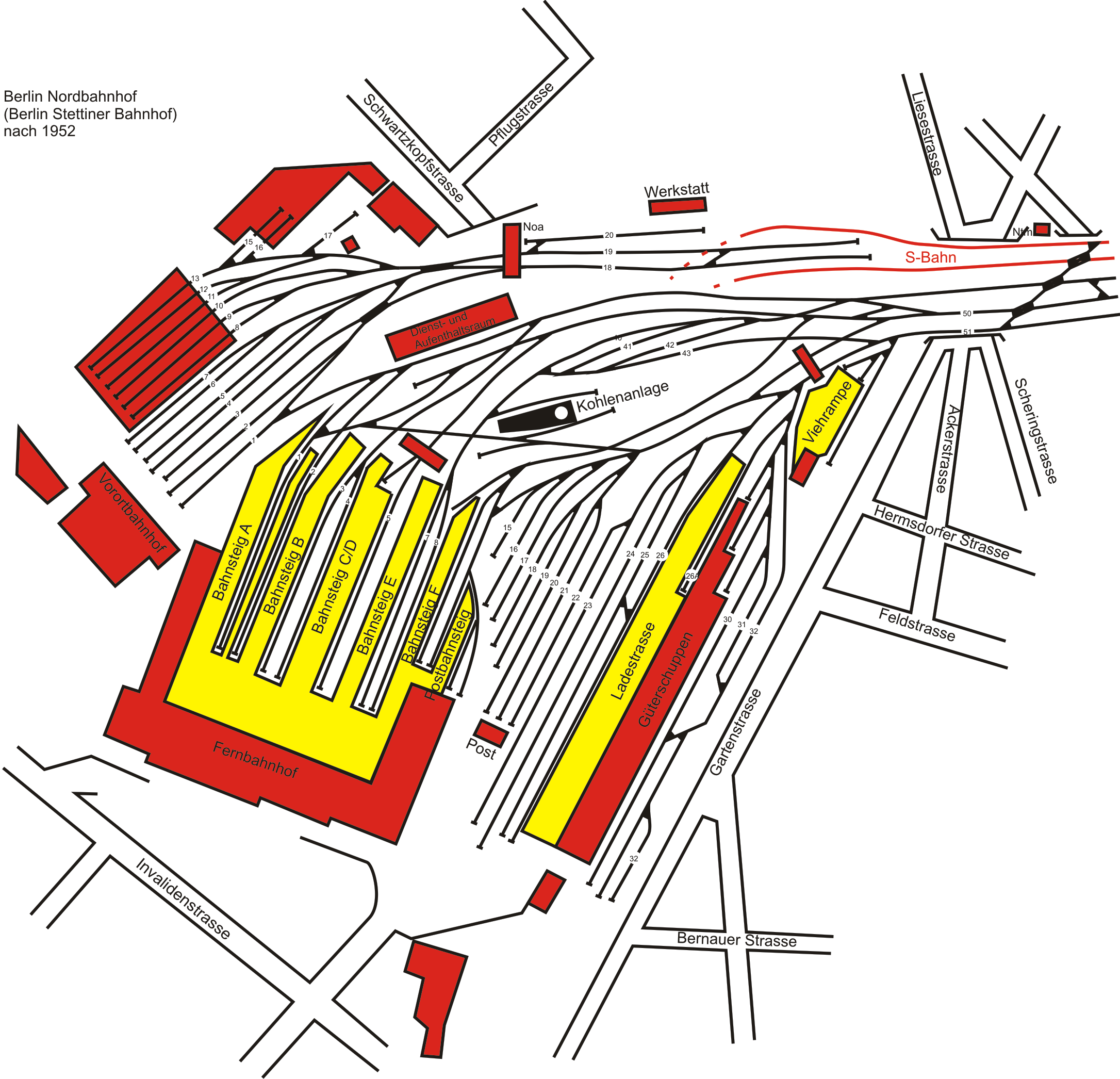
Lage des alten Vorortbahnhofs (heute Stettiner Carré) und des Fernbahnhofs (heute Nordbahnhof Carré)

Als Nordbahnhof Carré wird ein siebenstöckiger Gebäudekomplex in Berlin-Mitte bezeichnet, das auf dem Gelände des ehemaligen Nordbahnhofs entstanden ist. Zusammen mit dem Stettiner Carré bildet es mit 3.700 Mitarbeitern den größten Bürostandort der Deutschen Bahn in Deutschland. Es liegen südlich des ebenfalls auf diesem Geländes neu entstandenen Parks am Nordbahnhof.

## Nordbahnhof Carré
Nach zweijähriger Bauzeit wurde am 9. Mai 2011 der Bau mit 9.600 m² Grundfläche und 37.000 m² Bürofläche im Beisein von Bundesverkehrsminister Peter Ramsauer und dem Vorsitzenden der Deutschen Bahn Rüdiger Grube eröffnet. Er bietet Platz für 1.300 Arbeitsplätze Architekten waren wiederum Rhode Kellermann Wawrowsky, sowie Hemprich Tophof. Das Gebäude wurde von einer Investorengruppe aus Frankonia Eurobau, Nettetal und LVM Versicherung errichtet und 2010 für 119 Millionen Euro an die französische AEW verkauft. Es ist das erste LEED-Gold-Standard zertifizierte Gebäude Berlins.

## Nutzung
Die Deutsche Bahn ist Mieterin des Gebäudes. In ihm befinden sich Standorte der DB Zeitarbeit, der DB Services GmbH, der DB Netz AG und die zentrale Buchhaltung (Deutschland) der Deutschen Bahn AG. Ebenso wird hier das historische Archiv der DB untergebracht. Insgesamt wurden damit sieben andere Standorte in Berlin ersetzt. Somit konzentrieren sich die Standorte der DB in Berlin auf den Standort am Nordbahnhof, sowie den Bahntower am Potsdamer Platz und die Bügelbauten des Hauptbahnhofes.